# Jung Byung-tak
Jung Byung-tak (en coreano: 정병탁; 1942-11 de febrero de 2016) fue un entrenador y jugador de fútbol que jugaba en la demarcación de delantero.

## Selección nacional
Jugó un total de 34 partidos con la selección de fútbol de Corea del Sur, debutando en 1963. Con la selección llegó a disputar la Copa Asiática 1964 y la fase de clasificación de la Copa Asiática 1968. También jugó la clasificación para la Copa Mundial de Fútbol de 1966 y la clasificación para la Copa Mundial de Fútbol de 1970.

## Clubes

### Como futbolista
| Club          | País          | Año         |
| ------------- | ------------- | ----------- |
| Yangzee FC    | Corea del Sur | 1967 - 1970 |
| Trust Bank FC | Corea del Sur | 1970 - ¿?   |

### Como entrenador
| Club                 | País          | Año         |
| -------------------- | ------------- | ----------- |
| Universidad Yonsei   | Corea del Sur | 1984 - 1992 |
| Corea del Sur Sub-20 | Corea del Sur | 1986        |
| Corea del Sur        | Corea del Sur | 1995        |
| Jeonnam Dragons      | Corea del Sur | 1995 - 1996 |